# Rozsdás motmot
A rozsdás motmot (Baryphthengus ruficapillus) a madarak osztályának verébalakúak (Passeriformes)  rendjébe és a motmotfélék (Momotidae) családjába tartozó faj.

## Rendszerezése
A fajt Louis Pierre Vieillot francia ornitológus írta le 1818-ban, a Baryphonus nembe Baryphonus ruficapillus néven.

## Előfordulása
Argentína, Brazília és Paraguay területén honos. Természetes élőhelyei a szubtrópusi és trópusi síkvidéki esőerdők, valamint folyók és patakok környéke. Állandó, nem vonuló faj.

## Megjelenése
Testhossza 42 centiméter, testtömege 146-173 gramm.

## Életmódja
Nagyobb rovarokkal, pókokkal, puhatestűekkel, kisebb hüllőkkel, emlősökkel és madarak táplálkozik, de gyümölcsöt is fogyaszt.

## Természetvédelmi helyzete
Az elterjedési területe rendkívül nagy, egyedszáma viszont csökkenő, de még nem éri el a kritikus szintet. A Természetvédelmi Világszövetség Vörös listáján nem fenyegetett fajként szerepel.